# 北川敏男
北川 敏男（きたがわ としお、1909年10月3日 - 1993年3月13日）は、日本の統計数学者、情報科学者。
推測統計学、品質管理で顕著な業績を上げた。また、「情報学」、「情報科学」を提唱し、『制御』『栄存』『創造』の三座標軸を提案した。
大阪帝国大学助教授、九州大学教授、同理学部長、富士通国際情報社会科学研究所所長、日本学術会議会員、日本情報処理学会会長を歴任。理学博士。

## 経歴
北海道小樽市出身。1934年東京帝国大学理学部数学科卒。大阪帝国大学講師を経て、1939年九州帝国大学助教授。1943年九州帝国大学教授。1963年附属図書館長、1965年基礎情報科学研究施設長。1968年理学部長、1973年退官。同年富士通国際情報社会科学研究所所長となり、1975年常任顧問、1983から89年まで会長。
この間、1948年4月10日から1949年7月20日まで統計数理研究所所長事務取扱、1949年に神戸大学教授、1970年には埼玉大学教授を併任。アメリカにおいても、アイオワ大学、プリンストン大学の客員教授を歴任している。また、1950年から66年までの4期に渡って、日本学術会議会員を務め、17年間に渡る活動を振り返った書籍も出版している。
1939年12月には、東京帝国大学において「線状移動可能函数方程式とコーシー級数との理論」で理学博士の学位を取得。1953年には「品質管理の基礎理論である推測過程論の研究」で、日本科学技術連盟選定のデミング賞を受賞。1956年には国際統計協会正会員に推挙されている。また、インド経済開発計画に参画しており、1957年にコルカタ大学から名誉博士号を授与されている。日本オペレーションズリサーチ学会フェロー、米国数理統計学会フェロー、情報処理学会会長。

## 研究
推測過程論の基礎研究と応用で多大な功績を残す一方、第二次大戦後にノーバート・ウィーナーが提唱し西側諸国で勃興した「サイバネティクス」の潮流と、当時の時代的背景からそれとは独自の発展を遂げたソ連の「キベルネテカ」の動静を等しく見守り、統計学の延長線上に情報にまつわるすべてを接続しうる独自の『情報学』構築を企図していた。その過程で、機械学習の概念の先駆け『自動統計家』、マン・マシンを統合した解析の系『ブレインウェア』、情報を代謝する人工意識オートマトン『インフォマタ』、多数の情報主体の接続概念『汎関係圏』、老荘思想を取り入れた『営存(Eizon)空間』の視座、学習・制御・営存の空間系を包含する情報学の統合的フレーム『情報論理空間』などを研究・提唱した。

## 関連人物
インドでマハラノビスやフィッシャーと交流を持った。
統計数理研究所所長時代に、後に品質工学（タグチメソッド）で著名になる田口玄一へ指導をしている。後年、この縁から田口に博士号取得を勧め、学位取得の労を取っている。
妻・操は日下部四郎太の次女。次女は慶應義塾大学名誉教授の数学者竹中淑子。長男は前統計数理研究所長で情報・システム研究機構長の数理統計学者北川源四郎。

## 著書

### 学位論文
- 『On the theory of linear translatable functional equations and Cauchy's series（線状移動可能函数方程式とコーシー級数との理論）』東京帝国大学〈博士論文〉、1939年12月。

### 単著
- 『統計学の認識 - 統計学の基盤と方法』白揚社、1950年。
- 統計科学研究会 編 編『新編統計数値表』河出書房、1952年。
- 『推測統計学 第1』岩波書店、1958年。
- 『推測統計学 第2』岩波書店、1958年。
- 『情報科学の動向1』共立出版〈情報科学講座A1-2〉、1968年。
- 『情報科学の動向2』共立出版〈情報科学講座A1-3〉、1968年。
- 『創造工学 - 模索から展望へ』中公新書、1977年。ISBN 978-4121002389。
- 北川敏男『統計科学の三十年 －わが師わが友－』共立出版、1969年。
- 『情報学の論理 - 制御から創造への新次元』講談社現代新書、1969年。ISBN 978-4061156005。
- 『科学計画への道 - 日本学術会議の十七年』共立出版、1970年3月。
- 『情報科学の視座 - 新しい科学像の探求』1970 共立出版、1970年。
- 北川敏男 著、北川敏男ほか編 編『統計情報論I―推測統計学の綜合路線』共立出版〈情報科学講座(A・5・6)〉、1987年4月。ISBN 978-4320023048。
- 北川敏男 著、北川敏男ほか編 編『統計情報論II - データ解析と新統計学』共立出版〈情報科学講座(A・5・7)〉、1987年7月。ISBN 978-4320023055。

### 共著
- 北川敏男、藤田猛 共著『生計費の標本調査 : 炭鉱労働者の生計実態』東洋経済新報社、1951年。
- 北川敏男、三留三千男 共著『実験計画要因配置表』培風館、1953年。
- 北川敏男、稲葉三男『統計学通論 : 基礎数学』共立出版、1960年。
- 湯川秀樹、北川敏男 対談『物理の世界数理の世界』中央公論社〈中公新書〉、1971年。ISBN 4-12-100250-4。

### 編著
- 北川敏男 編著 編『サイバネティックス - 境界領域としての考察』みすず書房〈現代科学叢書year=1953〉。
- 北川敏男 編著 編『続サイバネティックス - 自動制御と通信理論』みすず書房〈現代科学叢書〉、1954年。
- 北川敏男 編著 編『社会と情報』日本放送出版協会〈NHK情報科学講座 8〉。
- 北川敏男、島内武彦 編 編『巨大学術情報システム』東京大学出版会、1975年。
- 『情報科学講座』共立出版。ISBN 4-320-02304-8。
- 島内武彦、北川敏男 編 編『広域大量情報の高次処理』東京大学出版会、1977年1月。
- 北川敏男、伊藤重行 編 編『システム思考の源流と発展』九州大学出版会、1987年11月。ISBN 4873781841。